# トリブチリン
トリブチリンは酪酸とグリセリンからなるエステルで、自然界ではバターに含まれる。マーガリンの製造原料として使用される。バターに含まれる、刺激性のある液体脂肪である。
微生物学の研究室では、モラクセラ・カタラーリスの同定に使用される。
安定で吸収が速い酪酸のプロドラッグであり、ヒト大腸癌細胞における1,25-ジヒドロキシコレカルシフェロールの抗増殖効果を増強する。